# Mount Kenney
Mount Kenney ist ein 2030 m hoher und scharfgratiger Berggipfel in der antarktischen Ross Dependency. Er ragt 5 km östlich des Shackleton-Gletschers und 16 km nordwestlich des Mount Wade in den Prince Olav Mountains auf.
Teilnehmer der Operation Highjump (1946–1947) entdeckten und fotografierten ihn. Das Advisory Committee on Antarctic Names benannte ihn 1962 nach Leroy S. Kenney, Leutnant der Reserve des United States Marine Corps, Pilot der Flugstaffel VX-6 der United States Navy bei mehreren Deep Freeze Operationen.